# Das Dschungelbuch (1976)
Das Dschungelbuch (orig. Mowgli’s Brother’s) ist ein US-amerikanischer Kurzfilm von Chuck Jones aus dem Jahr 1976. Er handelt vom ersten Teil der Mowgli-Geschichten aus Rudyard Kiplings Das Dschungelbuch.

## Handlung
Eines Nachts begegnet einer Wolfsfamilie im indischen Dschungel ein Junge namens Mowgli und das Rudel nimmt das verwaiste Kleinkind auf. Der heimliche Herrscher des Dschungels ist der gefährliche Tiger Shir Khan, dieser sieht in dem heranwachsenden Menschenkind einen Konkurrenten um die Macht. Als er die Alphawölfin auffordert, ihr das Kind zu übergeben, prophezeit diese ihm, dass Mowgli ihn eines Tages erlegen würde.
So reift Mowgli in dem Rudel bis zur Manneskraft. Shir Khan gelingt es, einige Wölfe des Rudels davon zu überzeugen, dass Mowgli nicht als Rudelmitglied taugt. Diese Wölfe wollen dann, dass Mowgli das Rudel verlässt. Seine besten Freunde, der schwarze Panther Baghira und der Bär Balu raten Mowgli dazu, sich mit Feuer zu bewaffnen, um seine Feinde bekämpfen zu können. Mowgli entwendet daraufhin aus dem Menschendorf eine brennende Fackel, mit der er bei der nächsten Rudelversammlung nicht nur Shir Khan, sondern auch die abtrünnigen Wölfe in die Flucht schlägt. Darauf macht er sich auf den Weg zum Menschendorf, um dort mit seinesgleichen zu leben.

## Hintergrund
Im Gegensatz zur fröhlich-bunten Disneyverfilmung hält sich dieser Film genau an die Buchvorlage, weshalb er auch etwas düster wirkt. Im Gegensatz zu den anderen Filmversionen wird Shir Khan hier jedoch als weißer Tiger dargestellt, obwohl dies aus dem Buch nicht hervorgeht. Die alte Ruinenstadt, in der die Affen leben, und die Schlange Kaa kommen im Film nicht vor.
Den Filmvertrieb übernahm CBS im Jahr 1976. Der Film wurde am 11. Februar 1976 das erste Mal im Fernsehen ausgestrahlt. Seit 2007 hat Lions Gate Films Home Entertainment die Rechte für den DVD-Vertrieb.